# Mothocya collettei
Mothocya collettei là một loài chân đều trong họ Cymothoidae. Loài này được Bruce miêu tả khoa học năm 1986.